# Nuoto ai campionati mondiali di nuoto 2015 - Staffetta 4x100 metri stile libero maschile
La staffetta 4x100 metri stile libero maschile si è svolta il 2 agosto 2015 presso la Kazan Arena e vi hanno preso parte 120 atleti, raggruppati in 30 squadre nazionali. Le batterie si sono svolte nella sessione mattutina, la finale in quella serale.

## Medaglie
| Posizione | Nazione | Atleti                                                                                      |
| --------- | ------- | ------------------------------------------------------------------------------------------- |
| Oro       | Francia | Mehdy Metella Florent Manaudou Fabien Gilot Jérémy Stravius Lorys Bourelly* Clément Mignon* |
| Argento   | Russia  | Andrey Grechin Nikita Lobintsev Vladimir Morozov Aleksandr Suchorukov Danila Izotov*        |
| Bronzo    | Italia  | Luca Dotto Marco Orsi Michele Santucci Filippo Magnini                                      |

* Atleti che hanno gareggiato solo in batteria

## Record
Prima della manifestazione il record del mondo e il record dei campionati erano i seguenti:
| Record mondiale       | 3'08"24 | Stati Uniti Michael Phelps (47"51) Garrett Weber-Gale (47"02) Cullen Jones (47"65) Jason Lezak (46"06) | 11 agosto 2008 Pechino, Cina |
| Record dei campionati | 3'09"21 | Stati Uniti Michael Phelps (47"78) Ryan Lochte (47"03) Matthew Grevers (47"61) Nathan Adrian (46"79)   | 26 luglio 2009 Roma, Italia  |

Durante la competizione tali record non sono stati migliorati.

## Risultati

### Batterie
| Pos. | Batteria | Corsia | Nazione     | Atleti | Tempo   | Note |
| ---- | -------- | ------ | ----------- | --- | ------- | ---- |
| 1    | 3        | 9      | Russia      | Andrey Grechin (48"42) Danila Izotov (48"08) Vladimir Morozov (48"00) Alexandr Sukhorukov (47"96)         | 3'12"46 | Q    |
| 2    | 2        | 2      | Brasile     | Marcelo Chierighini (48"65) Matheus Santana (48"25) Bruno Fratus (48"55) João de Lucca (48"54)            | 3'13"99 | Q    |
| 3    | 2        | 6      | Italia      | Luca Dotto (48"92) Marco Orsi (47"91) Michele Santucci (48"98) Filippo Magnini (48"63)                    | 3'14"44 | Q    |
| 4    | 2        | 4      | Francia     | Mehdy Metella (48"51) Lorys Bourelly (49"11) Fabien Gilot (48"12) Clément Mignon (48"79)                  | 3'14"53 | Q    |
| 5    | 2        | 8      | Giappone    | Katsumi Nakamura (48"60) Shinri Shioura (48"46) Yūki Kobori (48"83) Takurō Fujii (48"87)                  | 3'14"76 | Q    |
| 6    | 3        | 6      | Canada      | Santo Condorelli (48"25) Karl Krug (49"19) Evan van Moerkerke (49"37) Yuri Kisil (48"19)                  | 3'15"00 | Q    |
| 7    | 3        | 2      | Polonia     | Paweł Korzeniowski (49"21) Kacper Majchrzak (48"42) Jan Hołub (49"39) Konrad Czerniak (48"16)             | 3'15"18 | Q    |
| 8    | 3        | 8      | Cina        | Ning Zetao (48"36) Lin Yongqing (48"85) Xu Qiheng (49"44) Yu Hexin (48"82)                                | 3'15"47 | Q    |
| 9    | 2        | 0      | Belgio      | Jasper Aerents (49"37) Emmanuel Vanluchene (49"21) Pieter Timmers (47"85) Glenn Surgeloose (49"07)        | 3'15"50 |      |
| 10   | 2        | 1      | Regno Unito | Calum Jarvis (49"27) Benjamin Proud (48"93) Robert Renwick (48"82) Duncan Scott (48"68)                   | 3'15"70 |      |
| 11   | 4        | 3      | Stati Uniti | Jimmy Feigen (49"21) Anthony Ervin (49"69) Matt Grevers (48"67) Conor Dwyer (48"44)                       | 3'16"01 |      |
| 11   | 4        | 7      | Germania    | Maximilian Oswald (49"71) Steffen Deibler (48"24) Marco di Carli (48"83) Paul Biedermann (49"23)          | 3'16"01 |      |
| 13   | 3        | 3      | Australia   | Tommaso D'Orsogna (49"75) Kyle Chalmers (47"92) Matthew Abood (48"78) Ashley Delaney (49"89)              | 3'16"34 |      |
| 14   | 4        | 5      | Grecia      | Odysseus Meladinis (49"96) Kristian Gkolomeev (48"44) Christos Katrantzis (49"26) Andreas Vazaios (49"17) | 3'16"83 |      |
| 15   | 4        | 2      | Turchia     | Iskender Baslakov (50"24) Doğa Çelik (49"20) Kaan Turker Ayar (49"72) Kemal Arda Gürdal (48"81)           | 3'17"97 |      |
| 16   | 2        | 5      | Romania     | Marius Radu (49"40) Daniel Macovei (49"66) Alexandru Coci (49"84) Robert Glință (49"23)                   | 3'18"13 |      |
| 17   | 4        | 1      | Israele     | Liran Konovalov (50"10) Yakov Toumarkin (49"42) Ziv Kalontarov (50"18) David Gamburg (48"61)              | 3'18"31 |      |
| 18   | 4        | 4      | Bielorussia | Arseni Kukharau (49"89) Anton Latkin (50"14) Yauhen Tsurkin (49"25) Artsiom Machekin (49"12)              | 3'18"40 |      |
| 19   | 4        | 8      | Lituania    | Simonas Bilis (49"49) Mindaugas Sadauskas (49"78) Povilas Strazdas (50"33) Tadas Duškinas (50"55)         | 3'20"15 |      |
| 20   | 3        | 1      | Egitto      | Omar Eissa (50"43) Mohamed Khaled (49"79) Marwan El-Kamash (49"83) Ali Khalafalla (50"54)                 | 3'20"59 |      |
| 21   | 3        | 4      | Serbia      | Ivan Lenđer (49"95) Uroš Nikolić (50"47) Andrej Barna (49"91) Boris Stojanović (50"88)                    | 3'21"21 |      |
| 22   | 4        | 6      | Estonia     | Ralf Tribuntsov (50"16) Kregor Zirk (50"46) Martti Aljand (50"85) Pjotr Degtjarjov (50"08)                | 3'21"55 | NR   |
| 23   | 3        | 0      | Venezuela   | Cristian Quintero (49"45) Albert Subirats (50"67) Daniele Tirabassi (50"62) Jesús López (51"06)           | 3'21"80 |      |
| 24   | 4        | 0      | Svizzera    | Alexandre Haldemann (50"21) Nils Liess (50"55) Jean-Baptiste Febo (51"01) Nico van Duijn (50"84)          | 3'22"61 |      |
| 25   | 3        | 7      | Messico     | Alejandro Escudero (51"03) Lorenzo Loria (51"26) Mateo González (50"73) Daniel Ramirez Carranza (50"47)   | 3'23"49 |      |
| 26   | 4        | 9      | Ucraina     | Vitalii Alpatov (51"40) Bogdan Plavin (52"00) Illia Teslenko (50"37) Andrij Hovorov (50"30)               | 3'24"07 |      |
| 27   | 1        | 5      | Uzbekistan  | Daniil Tulupov (50"40) Daniil Bukin (53"36) Aleksey Derlyugov (51"26) Khurshidjon Tursunov (51"34)        | 3'26"36 |      |
| 28   | 2        | 3      | Singapore   | Quah Zheng Wen (51"13) Yeo Kai Quan (50"82) Pang Sheng Jun (51"78) Khoo Chien Yin Lionel (53"28)          | 3'27"01 |      |
| 29   | 2        | 7      | Paraguay    | Charles Hockin Brusquetti (51"21) Matías López (52"07) Renato Prono (55"18) Ben Hockin (49"58)            | 3'28"04 |      |
| 30   | 1        | 3      | India       | Aaron D'Souza (51"38) Virdhawal Khade (51"70) Saurabh Sangvekar (53"56) Sajan Prakash (52"32)             | 3'28"96 |      |
| -    | 1        | 4      | Kuwait      | | DNS     |      |
| -    | 3        | 5      | Uruguay     | | DNS     |      |

### Finale
| Pos. | Corsia | Nazione  | Atleti                                                                                                | Tempo   | Note |
| ---- | ------ | -------- | --- | ------- | ---- |
|      | 6      | Francia  | Mehdy Metella (48"37) Florent Manaudou (47"93) Fabien Gilot (47.08) Jérémy Stravius (47"36)           | 3'10"74 |      |
|      | 4      | Russia   | Andrey Grechin (48"60) Nikita Lobintsev (47"98) Vladimir Morozov (46"95) Aleksandr Suchorukov (47"66) | 3'11"19 |      |
|      | 3      | Italia   | Luca Dotto (48"75) Marco Orsi (47"75) Michele Santucci (48"48) Filippo Magnini (47"55)                | 3'12"53 |      |
| 4    | 5      | Brasile  | Marcelo Chierighini (48"54) Matheus Santana (48"20) Bruno Fratus (48"08) João de Lucca (48"40)        | 3'13"22 |      |
| 5    | 1      | Polonia  | Paweł Korzeniowski (48"77) Kacper Majchrzak (48"50) Jan Hołub (49.09) Konrad Czerniak (47"76)         | 3'14"12 | NR   |
| 6    | 2      | Giappone | Katsumi Nakamura (49"10) Shinri Shioura (48"35) Yūki Kobori (48"69) Takurō Fujii (48"90)              | 3'15"04 |      |
| 7    | 8      | Cina     | Ning Zetao (48"37) Yu Hexin (48"71) Lin Yongqing (49"18) Xu Qiheng (49"15)                            | 3'15"41 |      |
| 8    | 7      | Canada   | Santo Condorelli (48"33) Yuri Kisil (48"73) Karl Krug (49"51) Evan van Moerkerke (49"37)              | 3'15"94 |      |